# Alpha Serpentis
Alpha Serpentis (Unukalhai, Unukalhay, Unuk al Hay, Unuk Elhai, Unuk, Cor Serpentis, 24 Serpentis) é uma estrela na direção da Serpens. Possui uma ascensão reta de 15h 44m 16.00s e uma declinação de +06° 25′ 31.9″. Sua magnitude aparente é igual a 2.63. Considerando sua distância de 73 anos-luz em relação à Terra, sua magnitude absoluta é igual a 0.87. Pertence à classe espectral K2III.